# Sady (województwo dolnośląskie)
Sady – wieś w Polsce położona w województwie dolnośląskim, w powiecie świdnickim, w gminie Marcinowice.

## Podział administracyjny
W latach 1975–1998 miejscowość położona była w województwie wałbrzyskim.